# Przemieszczenie agresji
Przemieszczenie agresji – zjawisko psychologiczne polegające na przeniesieniu agresji z jej źródła (które zazwyczaj jest niedostępne) na obiekt zastępczy (przedmiot lub osobę), pełniący funkcję „kozła ofiarnego”. Przyczyną przeniesienia agresji może być m.in. lęk przed jej ujawnieniem.